# Avroy
Avroy est un sous-quartier faisant partie du quartier administratif du centre à Liège en Belgique. Il se trouve sur la rive gauche de la Meuse, au sud du centre-ville. Dans l'ancienne principauté de Liège, il faisait à la fois partie du quartier de l'Isle (un des trois anciens vinåves (« quartiers ») de la Cité de Liège) et du quartier d'Avroy.

## Étymologie
Le mot Avroy (en wallon : Avreû) vient du latin arboretum désignant un lieu couvert d'arbres. C'était le nom donné à la forêt qui recouvrait la colline de Cointe et descendait jusqu'au bord de la Meuse. Il désignait également le bras de la Meuse qui est aujourd'hui comblé et le pont qui enjambait ce bras.
Le mot Avroy est fort présent dans la toponymie liégeoise :
- Avenue d'Avroy : ancien nom de la voie située entre le boulevard Piercot et la rue de Fragnée, devenue la prolongation du boulevard d'Avroy et l'avenue Blonden
- Bois d'Avroy : forêt qui recouvrait la colline
- Boulevard d'Avroy : situé au sud de l'ancien pont
- Parc d'Avroy : espace vert se situant entre le boulevard d'Avroy et l'avenue Rogier
- Pont d'Avroy : carrefour se situant au lieu de l'ancien pont
- Quai d'Avroy : situé sur la rive gauche de la rivière Avroy, entre les actuels carrefour du pont d'Avroy et le boulevard Piercot
- Rue Bois d'Avroy : rue de Cointe
- La société anonyme des Charbonnages du Bois d'Avroy : ancienne société charbonnière
- Rue Pont d'Avroy : rue de l'Île qui menait au pont
- Terrasses d'Avroy : ancien quartier bourgeois de 1880 aujourd'hui appelé plus couramment Terrasses

## Description
Le quartier est organisé autour du boulevard d'Avroy, gagné sur un bras de la Meuse entre 1831 et 1835. À l'origine lieu de promenades, c'est maintenant une grande artère routière, tant pour voitures que pour les bus qui y bénéficient d'un site propre.
Les terrasses d'Avroy, quartier bourgeois, datent de 1880 et occupent le site de l'ancien quai du commerce. Le parc d'Avroy, entre l'avenue Rogier et le boulevard d'Avroy, abritait le MADmusée du Creahm (CREAtivité Handicap Mental) et accueille tous les ans la foire d'octobre.

## Rues du quartier d'Avroy
- Boulevard d'Avroy
- Boulevard Piercot
- Avenue Rogier

## Curiosités
- La statue de Charlemagne, œuvre de Louis Jehotte, dressée en 1867
- La statue du dompteur de taureau (Li Tore), œuvre de Léon Mignon
- L'église du Saint-Sacrement
- L'église Paix Notre-Dame